# داليا وصفي
داليا وصفي : طبيبة وناشطة سلام أميركية من أصل عراقي 

## النشأة
ولدت داليا في نيويورك في عام 1971 من أم يهودية أمريكية، وأب مسلم عراقي ، أمضت داليا فترة من طفولتها في العراق، الذي كانت آنذاك تحت حكم صدام حسين. وفي عام 1977، عادت مع عائلتها إلى الولايات المتحدة حيث درست ونشات هناك ثم تخرجت من كلية سوارثمور في عام 1993 على درجة البكالوريوس في علم الأحياء، ومن جامعة بنسلفانيا في كلية الطب في عام 1997.

## النشاط
وفي مطلع 2006 اجرت داليا زيارة لل العراق حيث استغرقت ثلاثة أشهر تجولت فيها بمدينة البصرة العراقية. وعادت فيما بعد إلى الولايات المتحدة في آذار / مارس 2006 وبناء على تجربتها في العراق، تحدثت عن المعانات التي يعيشها الشعب العراقي من نقص حاد في الخدمات وما الت البه الأحداث بعد وطالبت بأنهاء التواجد العسكري وسحب القوات. وجاء في حديثها أمام تجمع الكونغرس التقدمي بشأن العراق مايلي:
«أنا أتحدث إليكم اليوم نيابة عن أقارب أمي — اشكنازي اليهود الذين فروا من وطنهم»ألمانيا" خلال فترة حكم هتلر. و'مرة أخرى أبدا.'أتحدث إليكم اليوم نيابة عن أقارب والدي، الذين يعيشون في ظل الوجود الأمريكي في العراق حيث انعدام الأمن وانعدام اللوازم الأساسية لعدم وجود كهرباء، لعدم وجود المياه الصالحة للشرب، لعدم وجود فرص عمل، لعدم وجود إعادة إعمار، لعدم وجود الحياة، والحرية، والسعي لتحقيق السعادة، فالعراق الآن أسوأ حالا بكثير مما كان عليه قبل الغزو. ليس أبدا كما كنا نتوقع."
ودعت وصفي لانهاء الاحتلال للعراق، فضلا عن سحب القوات من دول مثل هايتي وأفغانستان.